# Sōha Hatono
Sōha Hatono VIII du Japon (鳩野宗巴８世, 1844–1917) est un médecin chirurgien japonais. Il soigne d'égale façon les soldats blessés des deux côtés de la rébellion de Satsuma (1877) qui oppose le domaine de Satsuma et le nouveau gouvernement impérial. Il fait face à un procès pour avoir tenté d'aider l'ennemi mais il est innocenté. Ses activités sont en accord avec l'esprit de mouvement international de la Croix-Rouge et du Croissant-Rouge.

## Biographie
Il naît en 1844 dans une famille de médecin de Kumamoto dans le Kyūshū en 1844. Sōha Hatono Ⅰ(1641–1697) se serait rendu sans permission aux Pays-Bas pour y apprendre la médecine. Sōha Hatono Ⅶ étudie la médecine à l'école de Hanaoka Seishū et enseigné la médecine à l'école privée de la famille. Sōha Hatono VIII, fils de Sōha Hatono Ⅶ, est récompensé pour avoir soigné 300 soldats blessés à la bataille d'Ueno à Tokyo en 1868.

## Rébellion de Satsuma
En 1877, une guerre civile éclate entre le gouvernement et le domaine de Satsuma mécontent du nouveau gouvernement impérial, avec Kumamoto comme champ de bataille. Il est fermement exigé de Hatono qu'il soigne les soldats blessés de l'armée de Satsuma mais il répondu le 23 février 1877 qu'il n'accèdera à cette demande qu'à la condition que les soldats des deux côtés, ainsi que les citoyens, soient traités de manière égale. Les dirigeants Satsuma acceptent la condition. Il ouvre immédiatement des hôpitaux avec les médecins de la province de Kumamoto et hospitalise 200 personnes dans des écoles, des temples et des maisons privées. Plus tard, Hatono est jugé par le tribunal provisoire du gouvernement pour avoir éventuellement aidé l'ennemi mais il est libéré sans peine trois jours plus tard. Un document laissé dans sa maison indique que Hatono n'avait pas l'intention d'aider l'ennemi.

### Ryōun Takamatsu
À l'époque de la bataille de Hakodate (1868–1869), Ryōun Takamatsu traite également les deux côtés, les restes de l'arme du shogunat Tokugawa et les armées du Gouvernement impérial nouvellement formé (composées principalement des forces des domaines de Chōshū et de Satsuma).

### Sano Tsunetami
Au mois de mai 1877, Sano Tsunetami crée le « Hakuaisha », une organisation de secours pour fournir une assistance médicale aux soldats blessés lors de la rébellion de Satsuma. Cette organisation devient la Société japonaise de la Croix-Rouge en 1887, avec Sano pour premier président.

## Pourquoi Hatono est-il mal reçu?
Il est évident que les activités de Hatono sont comme des précurseurs de la Croix-Rouge au Japon. Le premier appel pour la création de la « Hakuaisha » (qui devient plus tard la Croix-Rouge japonaise) est lancé le 1er mai 1977 par Sano Tsunetami et le jour de la création de la branche japonaise de la Croix-Rouge est le 1er mai, tandis que le début de les activités a lieu le 3 mai, au Shonen-ji, au Gyokuto-son, Tamanagun, dans la préfecture de Kumamoto. Au contraire, Hatono commence ses activités le 23 février au Umekiko de Takahira, Shimizu, Kumamoto. Selon le journal suivante, c'est parce que ses activités ne sont pas déclarées à l'administration centrale.
En 1998, la création d'« une organisation à but non lucratif en l'honneur du lieu de l'origine des activités de la Croix-Rouge » est approuvée à Kumamoto.

## Source de la traduction
- (en) Cet article est partiellement ou en totalité issu de l’article de Wikipédia en anglais intitulé « Souha Hatono » (voir la liste des auteurs).